# 1397 Umtata
Az 1397 Umtata (ideiglenes jelöléssel 1936 PG) a Naprendszer kisbolygóövében található aszteroida. Cyril Jackson fedezte fel 1936. augusztus 9-én, Johannesburgban.